# Goudon
Goudon ist eine französische Gemeinde mit 239 Einwohnern (Stand 1. Januar 2022) im Département Hautes-Pyrénées in der Region Okzitanien (vor 2016: Midi-Pyrénées). Sie gehört zum Arrondissement Tarbes und zum Kanton La Vallée de l’Arros et des Baïses.
Die Einwohner werden Goudonais und Goudonaises genannt.

## Geographie
Die Gemeinde Goudon liegt am Arros, circa 13 Kilometer östlich von Tarbes am Westrand des Plateaus von Lannemezan in der historischen Provinz Bigorre.
Umgeben wird Goudon von den sieben Nachbargemeinden:
| Marquerie | Cabanac                                     | Thuy       |
| Coussan   | Kompassrose, die auf Nachbargemeinden zeigt | Peyriguère |
| Gonez     | Moulédous                                   |            |

## Einwohnerentwicklung
Nach Beginn der Aufzeichnungen stieg die Einwohnerzahl bis zur Mitte des 19. Jahrhunderts auf einen Höchststand von rund 550. In der Folgezeit sank die Größe der Gemeinde bei kurzen Erholungsphasen bis zu den 1960er Jahren auf den tiefsten Stand von 175 Einwohnern, bevor eine Phase mit moderatem Wachstum einsetzte.
| Jahr      | 1962 | 1968 | 1975 | 1982 | 1990 | 1999 | 2006 | 2011 | 2022 |
| --------- | ---- | ---- | ---- | ---- | ---- | ---- | ---- | ---- | ---- |
| Einwohner | 190  | 175  | 189  | 209  | 225  | 217  | 228  | 227  | 239  |

## Sehenswürdigkeiten

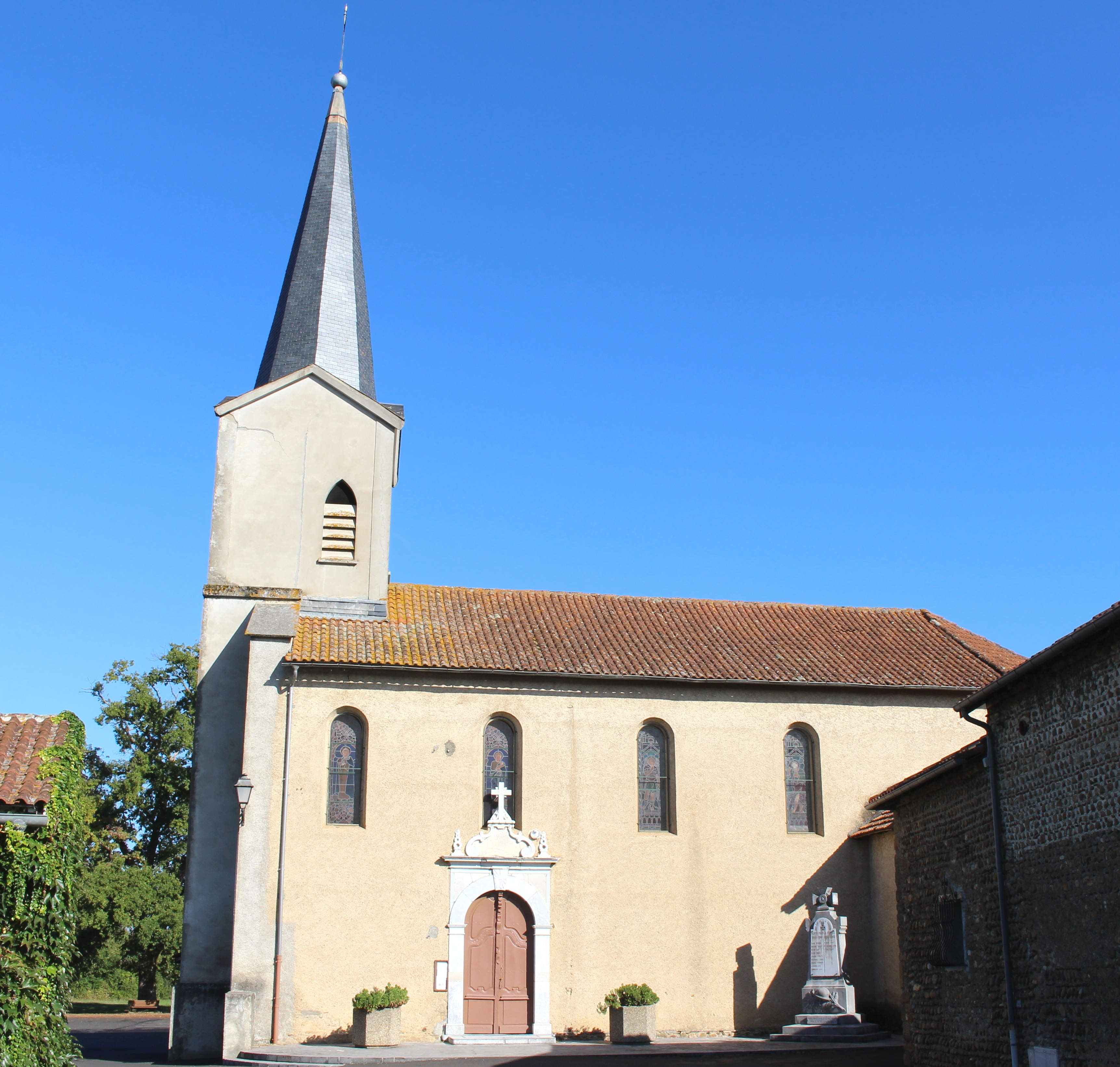
Pfarrkirche Saint-Martin
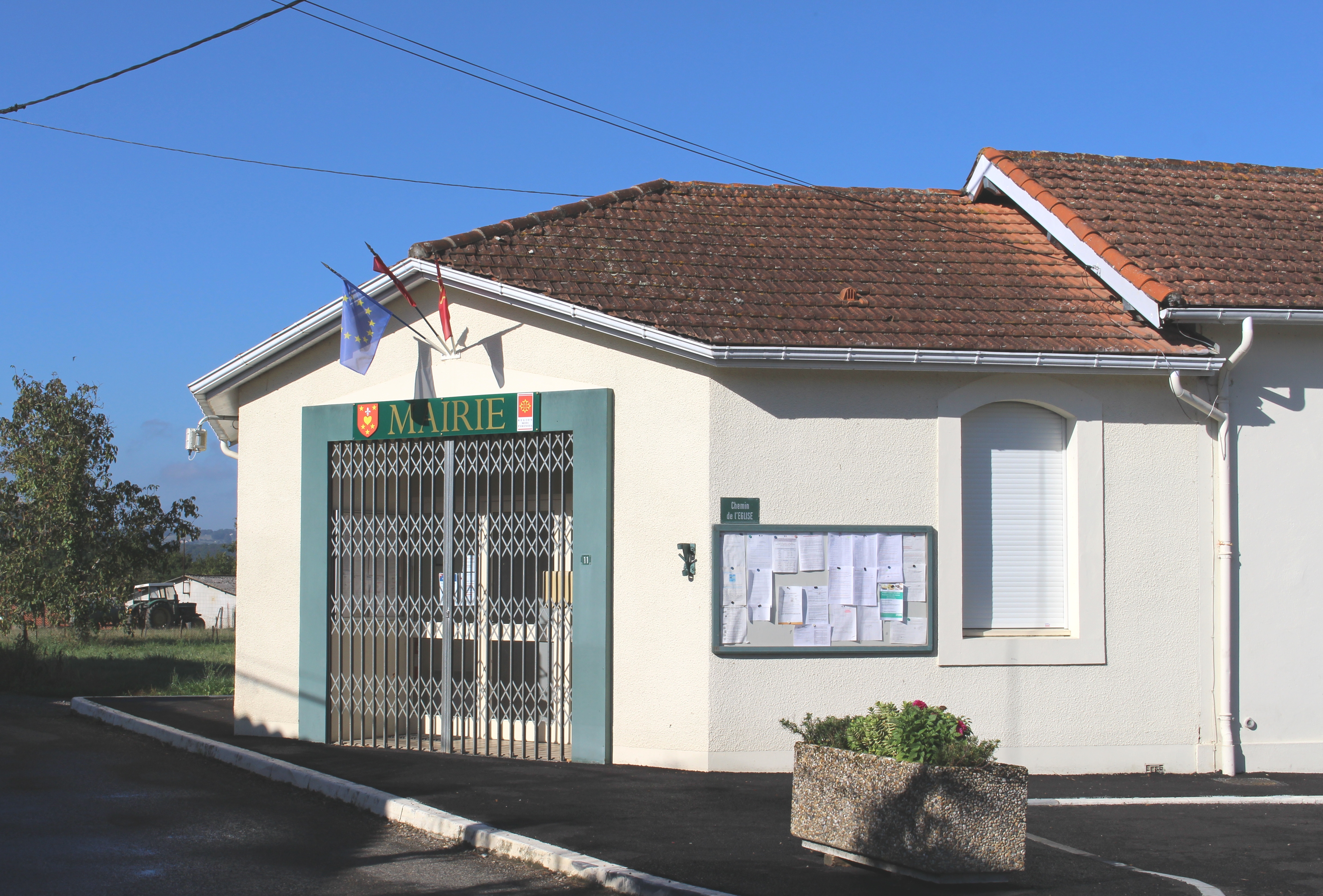
Mairie (Rathaus)
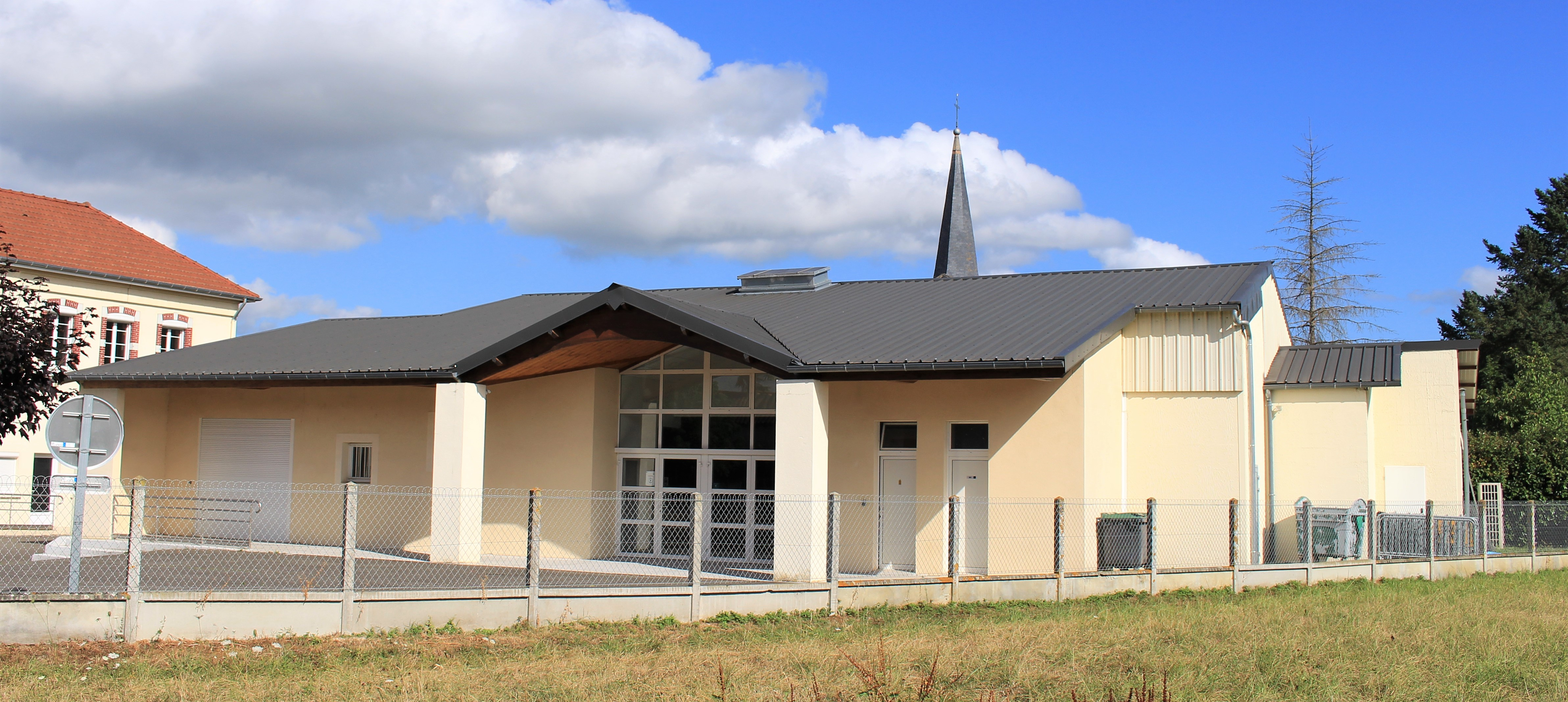
Gemeindefesthalle
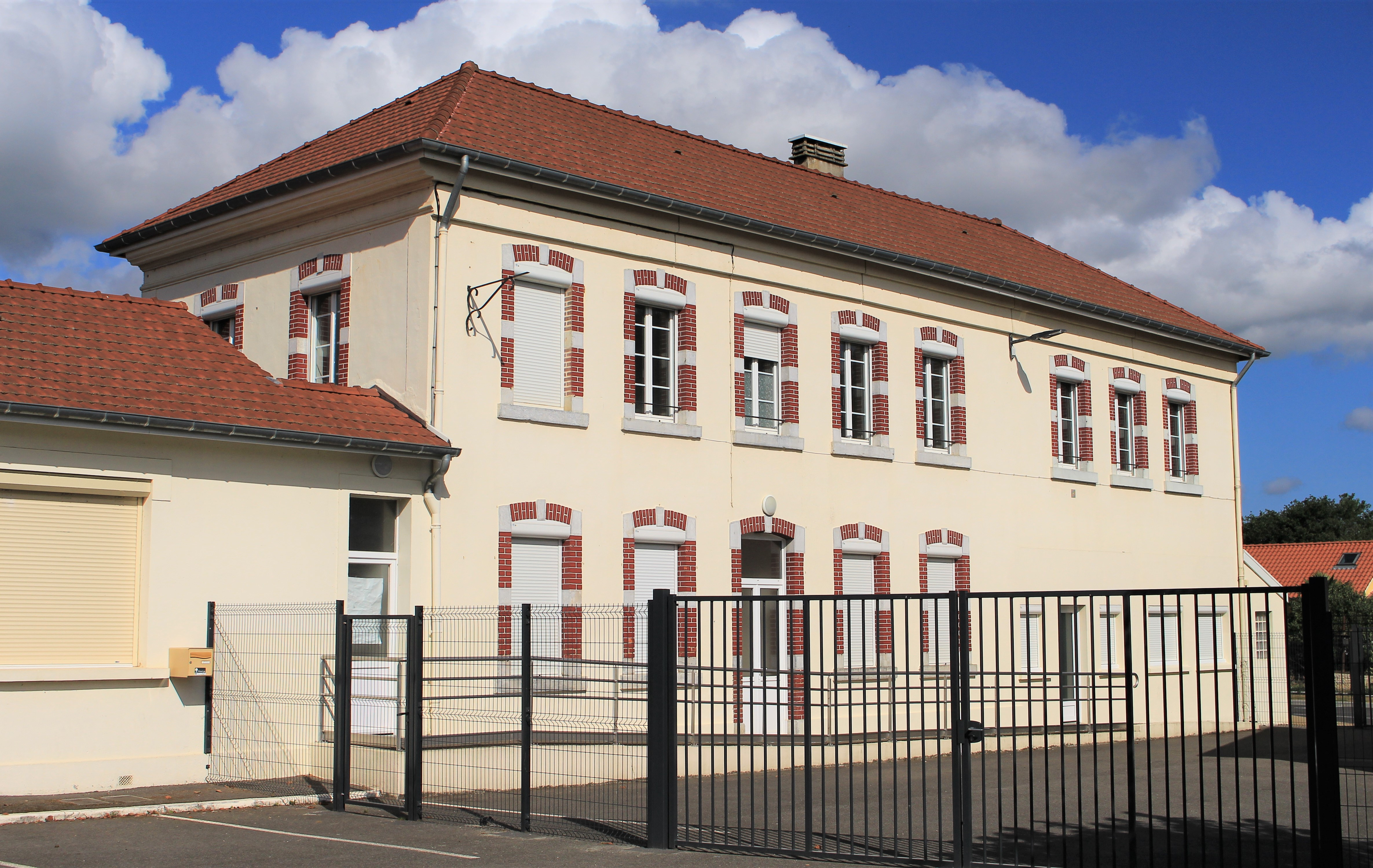
Schule
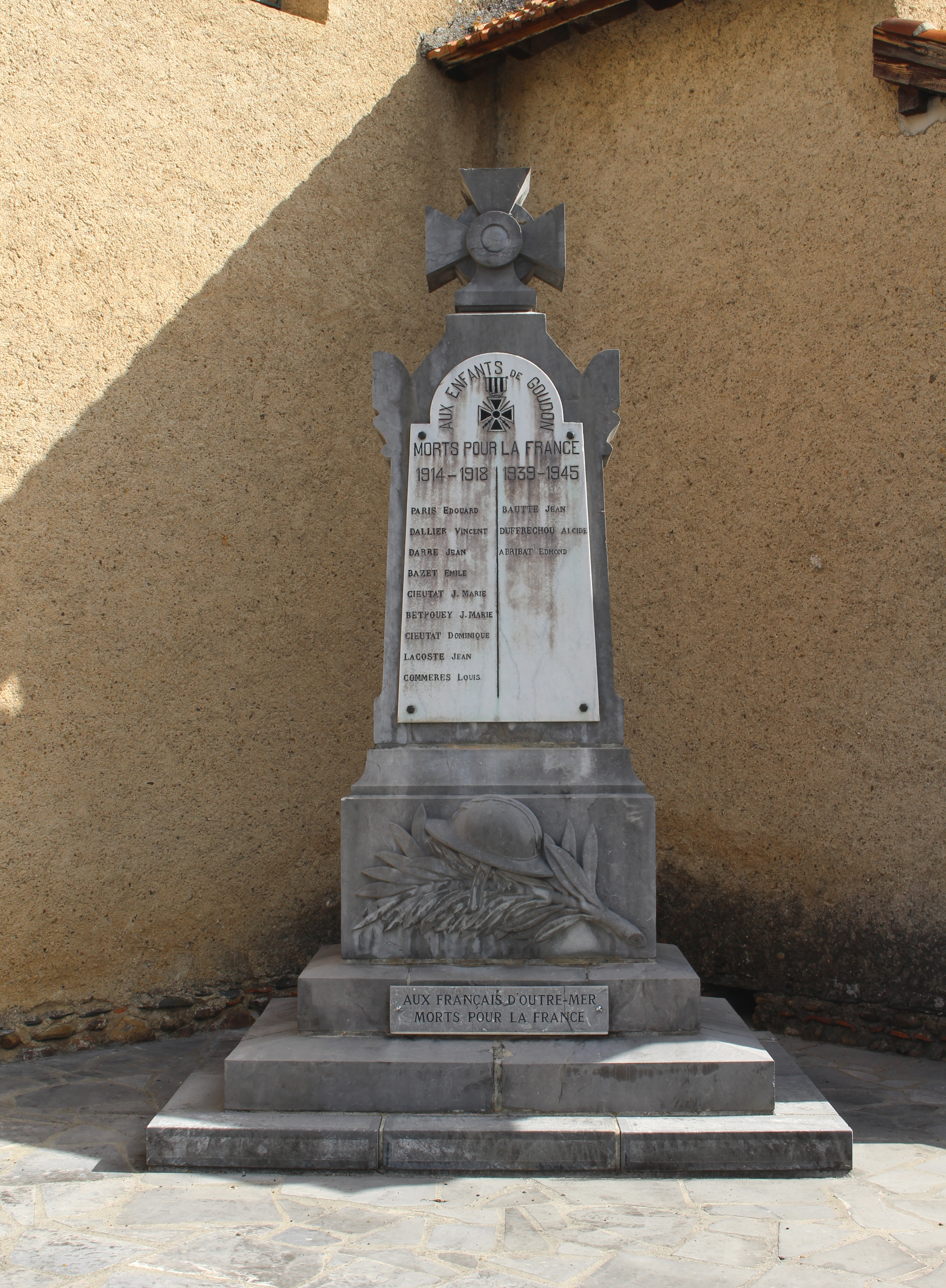
Gefallenendenkmal

- Pfarrkirche Saint-Martin
- Mairie (Rathaus)
- Gemeindefesthalle
- Schule
- Gefallenendenkmal

## Wirtschaft und Infrastruktur
Goudon liegt in den Zonen AOC der Schweinerasse Porc noir de Bigorre und des Schinkens Jambon noir de Bigorre.

### Bildung
Die Gemeinde verfügt über eine öffentliche Vorschule mit 17 Schülerinnen und Schülern im Schuljahr 2019/2020.

### Verkehr
Goudon wird von der Routes départementales 14, 20 und 21 durchquert.

## Persönlichkeiten
Sixte Vignon, geboren am 5. Januar 1912 in Dijon, gestorben am 7. Juni 1944 in Goudon: als Mitglied der Résistance im Rang eines Kommandanten wurde er in einem Gefecht mit Einheiten von deutschen Besatzungstruppen tödlich verwundet.